# Dani Rivas
Daniel Rivas Fernández (Moaña, 13 maart 1988 – Salinas, Californië, Verenigde Staten, 19 juli 2015) was een Spaans motorcoureur.
Op internationaal niveau nam Rivas deel aan races in de Europese Superstock 600 en de FIM Superstock 1000 Cup. In 2010 reed hij in de Grand Prix van Catalonië op een Promoharris en in de Grand Prix van Portugal op een BQR-Moto2 in de Moto2-klasse van het wereldkampioenschap wegrace. In 2012 reed hij op een Kalex de Grand Prix van Valencia en scoorde drie punten met een dertiende plaats. In 2013 reed hij de Grands Prix van Spanje en Catalonië met een wildcard en de Grands Prix van Tsjechië en Groot-Brittannië als vervanger van zijn naar het wereldkampioenschap superbike vertrokken landgenoot Toni Elías.

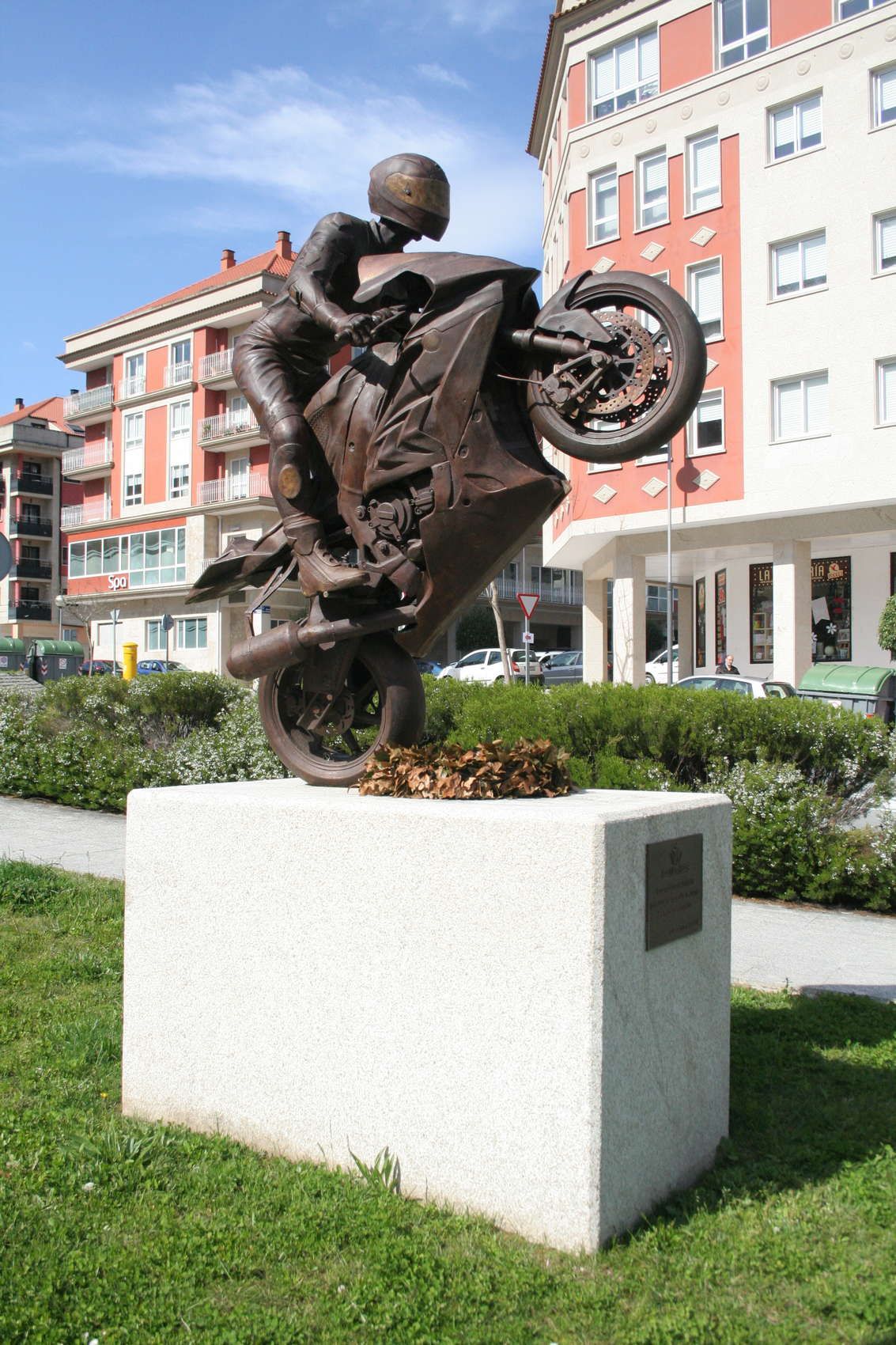

Op 19 juli 2015 kwam Rivas op 27-jarige leeftijd om het leven bij een ongeluk in de MotoAmerica-race op Laguna Seca in het voorprogramma van het wereldkampioenschap superbike. Bij dit ongeluk kwam ook zijn landgenoot Bernat Martínez om het leven.